# Commatarcha palaeosema
Commatarcha palaeosema is een vlinder uit de familie van de Carposinidae. De wetenschappelijke naam van de soort is voor het eerst geldig gepubliceerd in 1935 door Meyrick.